# Jan Bucher
Jan Bucher (Salt Lake City, 17 de noviembre de 1957) es una deportista estadounidense que compitió en esquí acrobático, especialista en la prueba de acrobacias.
Ganó tres medalla en el Campeonato Mundial de Esquí Acrobático entre los años 1986 y 1991.

## Medallero internacional
| Campeonato Mundial | Campeonato Mundial           | Campeonato Mundial | Campeonato Mundial |
| Año                | Lugar                        | Medalla            | Competición        |
| ------------------ | ---------------------------- | ------------------ | ------------------ |
| 1986               | Tignes (Francia)             | Medalla de oro     | Acrobacias         |
| 1989               | Oberjoch (RFA)               | Medalla de oro     | Acrobacias         |
| 1991               | Lake Placid (Estados Unidos) | Medalla de plata   | Acrobacias         |